# Флёрова, Елена Николаевна
Елена Николаевна Флёрова; (19 декабря 1943, Москва — 30 июня 2020) — российская художница, член Союза художников СССР с 1977, Почётный член Российской Академии Художеств с 2007.

## Биография
Родилась в Москве 19 декабря 1943 года в семье художника-дизайнера и театрального режиссёра-педагога. В 1963 году окончила художественную школу при Московском институте им. В. И. Сурикова, в 1969 году Московский государственный художественный институт им. В. И. Сурикова. В 1974 году окончила аспирантуру Академии художеств СССР по классу академика АХ СССР, профессора Е. А. Кибрика.
Награждена серебряной медалью Академии Художеств СССР, серебряной медалью ВДНХ, лауреат премий журналов «Работница», «Смена», «Крестьянка» в 1980-х годах.
С 1991 по 2005 год работала в Еврейской художественной галерее в Нью-Йорке.

## В последние годы
С 2005 года вела общественную работу в Москве. В мае 2006 года открылась постоянная галерея «Тора и история» в Марьинорощинском Еврейском Общинном Центре под руководством Главного раввина России Берл Лазара, а в сентябре 2006 года в Московской Еврейской Религиозной Общине под руководством Главного раввина России А. С. Шаевича, в 2007 году в Российской государственной библиотеке — постоянная галерея картин «Единая Россия, вера и любовь», в 2008 году — постоянная галерея в Научном центре сердечно-сосудистой хирургии под руководством Л. А. Бокерия, в 2009 году — постоянная выставка в театре им. Ленинского комсомола под руководством Марка Захарова, а в феврале 2011 года — выставка в Государственной думе.
Награждена золотой медалью Российской академии художеств в 2007, Орденом «Аль-Фахр» в 2010.
Получила письменные благословения и признания высшего духовенства России.
Похоронена на Новодевичьем кладбище (3 уч. 19 ряд).